# 爱之火 (2017年电视剧)
《爱之火》（羅馬化：Plerng Pranang）是一部由特拉萨·普罗姆恩执导，帕德容琶·砂楚、拉塔鹏·塔纳帕特、吉拉楠·玛诺查姆领衔主演的泰国古装剧。此剧改编自叻差努帕及克立·巴莫的作品《缅甸失落之城》（以缅甸的最后一位皇后馨部麻茵为原型的小说），于2017年2月17日起在泰国第7电视台播出。

## 演员阵容
- 帕德容琶·砂楚 饰演 阿楠缇（英语：Hsinbyumashin）
- 拉塔鹏·塔纳帕特 饰演 敏东
- 吉拉楠·玛诺查姆 饰演 瑟卡雅德威（英语：Setkya Dewi）
- 瓦丽缇莎·玛黑颂 飾演 萊努瑪